# Сезон ФК «Чорноморець» (Одеса) 2018—2019
Сезон ФК «Чорноморець» (Одеса) 2018–2019 — 28-й сезон одеського футбольного клубу «Чорноморець» у чемпіонатах / кубках України, та 81-й сезон в історії клубу.

## Клуб
|                                    | \| Посада \| Iм'я \| \| ---------------------------------- \| ------------------ \| \| Головний тренер \| Ангел Червенков \| \| Тренер \| Володимир Пятенко \| \| Тренер \| Роман Чуприна \| \| Тренер \| Валерій Поркуян \| \| Тренер воротарів \| Володимир Тименко \| \| Старший тренер команди U-21 \| Альберт Ковалев \| \| Старший тренер команди U-19 \| Олександр Горобець \| \| Тренер команди U-21 \| Андрій Телесненко \| \| Тренер воротарів команд U-21, U-19 \| Євген Ширяєв \| \| Тренер команди U-19 \| В'ячеслав Єремеєв \| |
| Посада                             | Iм'я |
| Головний тренер                    | Ангел Червенков |
| Тренер                             | Володимир Пятенко |
| Тренер                             | Роман Чуприна |
| Тренер                             | Валерій Поркуян |
| Тренер воротарів                   | Володимир Тименко |
| Старший тренер команди U-21        | Альберт Ковалев |
| Старший тренер команди U-19        | Олександр Горобець |
| Тренер команди U-21                | Андрій Телесненко |
| Тренер воротарів команд U-21, U-19 | Євген Ширяєв |
| Тренер команди U-19                | В'ячеслав Єремеєв |

## Склад
По закінченні сезону 2017/18 команду покинули Гуттінер, Бамба, Ваг, Сілвіо, Жунич, Матяж, Гладкий, Люлька та Третьяков.
28 вересня 2018 року ФК «Чорноморець» оголосив, що гравцем команди став нідерландський вінгер Роберт Мутцерс. Мутцерс став першим нідерландським футбольним «легіонером» в історії одеської команди.
28 лютого 2019 року Арні Вільг’яльмссон став гравцем одеського «Чорноморця». Нападник став першим ісландським футбольним «легіонером» в Україні.

### Пішли з клубу
| Дата                                | Позиція     | Футболіст         | Наступний клуб                   | Умови             |
| ----------------------------------- | ----------- | ----------------- | -------------------------------- | ----------------- |
| Літнє трансферне вікно (2018 р.)    |             |                   |                                  |                   |
| 31 травня 2018                      | півзахисник | Павло Оріховський | «Динамо» (Київ)                  | завершення оренди |
| 14 червня 2018                      | півзахисник | Максим Третьяков  | ДАК 1904                         | не розголошується |
| 15 червня 2018                      | захисник    | Сергій Люлька     | «Десна» (Чернігів)               | не розголошується |
| 20 червня 2018                      | півзахисник | Кирило Ковалець   | «Олександрія»                    | не розголошується |
| 23 червня 2018                      | захисник    | Євген Мартиненко  | «Ворскла» (Полтава)              | не розголошується |
| 28 червня 2018                      | півзахисник | Фуссені Бамба     | «Гонвед»                         | не розголошується |
| 3 липня 2018                        | нападник    | Олексій Хобленко  | «Динамо-Берестя»                 | не розголошується |
| 4 липня 2018                        | захисник    | Євгеній Зубейко   | «Олімпік» (Донецьк)              | не розголошується |
| 16 липня 2018                       | захисник    | Івіца Жунич       | «Атирау»                         | не розголошується |
| 20 липня 2018                       | півзахисник | Віктор Серденюк   | «Кремінь» (Кременчук)            | не розголошується |
| 13 серпня 2018                      | воротар     | Андрій Новак      | «Прикарпаття» (Івано-Франківськ) | вільний агент     |
| 31 серпня 2018                      | нападник    | Олександр Гладкий | «Чайкур Різеспор» (Різе)         | вільний агент     |
| Зимове трансферне вікно (2018/2019) |             |                   |                                  |                   |
| 1 січня 2019                        | воротар     | Дмитро Безрук     | «Сабах» (Баку)                   | вільний агент     |
| 1 січня 2019                        | нападник    | Анатолій Діденко  |                                  | вільний агент     |
| 10 січня 2019                       | нападник    | Роберт Мутцерс    | «Козаккен Бойз»                  | вільний агент     |
| 14 січня 2019                       | захисник    | Юрій Романюк      | «Дніпро-1»                       | вільний агент     |
| 6 лютого 2019                       | півзахисник | Євген Смірнов     | «Гомель»                         | вільний агент     |
| 11 лютого 2019                      | півзахисник | Олексій Савченко  | «Полісся» (Житомир)              | вільний агент     |
| 13 лютого 2019                      | півзахисник | Артур Карноза     | «Минай»                          | вільний агент     |
| 13 лютого 2019                      | півзахисник | Владислав Хомутов | «ВіОн» (Злате Моравце)           | вільний агент     |
| 27 лютого 2019                      | півзахисник | Дмитро Леонов     |                                  | вільний агент     |
| 22 березня 2019                     | нападник    | Микита Татарков   | «Шахтар» (Солігорськ)            | вільний агент     |

### Прийшли в клуб
| Дата                                | Позиція     | Футболіст           | Попередній клуб        | Умови             |
| ----------------------------------- | ----------- | ------------------- | ---------------------- | ----------------- |
| Літнє трансферне вікно (2018 р.)    |             |                     |                        |                   |
| 5 липня 2018                        | нападник    | Анатолій Діденко    | «Маріуполь»            | вільний агент     |
| 6 липня 2018                        | півзахисник | Дмитро Леонов       | «Колос» (Ковалівка)    | вільний агент     |
| 6 липня 2018                        | півзахисник | Денис Норенков      | «Жемчужина» (Одеса)    | вільний агент     |
| 11 липня 2018                       | воротар     | Сергій Літовченко   | «Кяпаз» (Гянджа)       | не розголошується |
| 11 липня 2018                       | захисник    | Іван Трубочкін      | «Арсенал» (Київ)       | не розголошується |
| 13 липня 2018                       | захисник    | Олег Остапенко      | «Ворскла» (Полтава)    | не розголошується |
| 13 липня 2018                       | півзахисник | Владислав Хомутов   | «Олімпік» (Донецьк)    | вільний агент     |
| 13 липня 2018                       | півзахисник | Олексій Савченко    | «Полтава»              | вільний агент     |
| 16 липня 2018                       | захисник    | Гліб Грачов         | «Сталь» (Кам'янське)   | не розголошується |
| 17 липня 2018                       | захисник    | Дмитро Рижук        | «Хапоель» (Афула)      | не розголошується |
| 17 липня 2018                       | півзахисник | Артур Карноза       | «Дніпро-1» (Дніпро)    | не розголошується |
| 25 липня 2018                       | півзахисник | Руслан Бабенко      | «Зоря» (Луганськ)      | вільний агент     |
| 16 серпня 2018                      | захисник    | Олександр Калітов   | «Нива» (Вінниця)       | не розголошується |
| 16 серпня 2018                      | нападник    | Володимир Коваль    | «Олімпія» (Грудзьондз) | не розголошується |
| 26 вересня 2018                     | захисник    | Андрій Міщенко      | «Олімпік» (Донецьк)    | вільний агент     |
| 28 вересня 2018                     | нападник    | Роберт Мутцерс      | «Дордрехт»             | вільний агент     |
| Зимове трансферне вікно (2018/2019) |             |                     |                        |                   |
| 28 січня 2019                       | півзахисник | Володимир Танчик    | «Стоміл» (Ольштин)     | вільний агент     |
| 8 лютого 2019                       | захисник    | Олександр Голіков   | «Львів»                | вільний агент     |
| 8 лютого 2019                       | півзахисник | Євген Морозенко     | «Олімпік» (Донецьк)    | вільний агент     |
| 9 лютого 2019                       | півзахисник | Володимир Аржанов   | «Кайсар» (Кизилорда)   | вільний агент     |
| 9 лютого 2019                       | півзахисник | Віталій Гошкодеря   | «Окжетпес» (Кокшетау)  | вільний агент     |
| 14 лютого 2019                      | нападник    | Василь Павлов       | «Вентспілс»            | вільний агент     |
| 28 лютого 2019                      | нападник    | Арні Вільг’яльмссон | «Термаліка» (Нецеча)   | → оренда          |

## Хронологія сезону

### Червень2018
- 13 червня 2018 р. ФК «Чорноморець» оголосив, що болгарський фахівець Ангел Червенков призначен новим головним тренером команди[39].

### Липень2018
- 3 липня 2018 р. Виконком ФФУ затвердив пропозицію української футбольної прем'єр-ліги про те, що в наступному сезоні замість ФК «Полтава», який відмовився від участі в УПЛ, буде грати ФК «Чорноморець»[40].
- 23 липня 2018 р. У грі першого туру чемпіонату України 2018/19 «Чорноморець» вдома з рахунком 2:1 обіграв донецький «Олімпік»[41]. Свій перший гол у складі одеської команди забив Дмитро Рижук.
- 29 липня 2018 р. Матч другого туру національної першості «моряки» грали у Львові, де поступилися з рахунком 0:1 місцевим «Карпатам»[42].

### Серпень2018
- 4 серпня 2018 р. «Моряки» грали матч третього туру чемпіонату України у Запоріжжі[43], де зіграли внічию 1:1 проти клубу «Зоря» (Луганськ)[44]. Це була перша нічия «Чорноморця» в офіційних матчах сезону. Свій перший гол у складі одеської команди забив Олексій Савченко.
- 12 серпня 2018 р. У грі четвертого туру національної першості «Чорноморець» вдома з рахунком 1:0 обіграв чернігівську «Десну»[45]. Це була друга поспіль перемога одеської команди на рідному стадіоні в офіційних матчах сезону.
- 17 серпня 2018 р. Матч п'ятого туру чемпіонату України «моряки» грали у Києві, де зіграли внічию 1:1 з місцевим «Арсеналом»[46]. Свій перший гол у складі одеської команди забив Руслан Бабенко.
- 25 серпня 2018 р. У грі шостого туру національної першості «Чорноморець» вдома зіграв 1:1 проти володаря Суперкубка України 2018 року, київського «Динамо»[47]. Одеська команда змусила «Динамо» вперше в чемпіонаті втратити очки. Свій перший гол у складі одеської команди забив Гліб Грачов.
- 31 серпня 2018 р. Матч сьомого туру чемпіонату України «моряки» грали у Полтаві, де з рахунком 1:2 програли місцевому клубу «Ворскла»[48].

### Вересень2018
- 16 вересня 2018 р. У грі восьмого туру національної першості «Чорноморець» вдома з рахунком 0:1 програв команді ФК «Львів»[49]. Це була перша поразка одеської команди на рідному стадіоні в офіційних матчах поточного сезону[50].
- 23 вересня 2018 р. Матч дев'ятого туру чемпіонату України «моряки» грали у Харкові[51], де програли донецькому «Шахтарю» з великим рахунком 0:3[52]. Це була третя поспіль поразка, та п'ята поспіль безпереможна гра одеської команди у поточному чемпіонаті.
- 26 вересня 2018 р. «Чорноморець» вдало стартував у 28-му розиграші кубка України з футболу, обігравши вдома ФК «Олександрію» з рахунком 3:0[53][54]. Це була перша перемога з великим рахунком одеської команди в офіційних матчах сезону. Першим гольовим «дублем» у складі «моряків» відзначився Артем Чорній. Свій перший гол у складі «Чорноморця» забив Володимир Коваль.
- 30 вересня 2018 р. У грі десятого туру національної першості «моряки» вдома з рахунком 0:1 програли команді ФК «Маріуполь»[55]. «Чорноморець» програв четвертий поспіль матч чемпіонату. У трьох останніх зустрічах УПЛ одеська команда не може забити гол.

### Жовтень2018
- 6 жовтня 2018 р. Матч 11-го туру чемпіонату України «моряки» програли в Олександрії місцевому клубу з рахунком 2:3, хоча i забили перший гол у грі. Це була п'ята поспіль поразка одеської команди у поточному чемпионаті[56].
- 21 жовтня 2018 р. «Чорноморець» грав матч 12-го туру національної першості у Києві[57] проти донецького «Олімпіка», та поступився з рахунком 0:1. Це була шоста поспіль поразка одеської команди у поточному чемпіонаті України[58].
- 28 жовтня 2018 р. У грі тринадцятого туру чемпіонату України «моряки» вдома, з великим рахунком 0:5, програли львівським «Карпатам». Це була сьома поспіль поразка одеської команди у поточній першості України[59].
- 31 жовтня 2018 р. «Чорноморець» вдома з рахунком 1:2 поступився полтавському клубу «Ворскла» у матчі 1/8 фіналу Кубка України 2018/19, i таким чином закінчив свій виступ у цьому турнирі[60].

### Листопад2018
- 4 листопада 2018 р. У грі чотирнадцятого туру національної першості «моряки» вдома, з великим рахунком 0:3, програли команді «Зоря» (Луганськ)[61]. Матч відбувся практично без глядачів[62]. Це була восьма поспіль поразка одеської команди у поточній першості України.
- 10 листопада 2018 р. Матч 15-го туру чемпіонату України «Чорноморець» грав в Чернігові, де програв місцевому клубу «Десна» з рахунком 0:2[63]. Це була дев'ята поспіль поразка одеської команди у поточній першості України.
- 25 листопада 2018 р. У грі шостнадцятого туру національної першості «моряки» вдома перемогли команду «Арсенал-Київ» з рахунком 2:1. Незважаючи на те, що «Чорноморець» першим пропустив, одеська команда здобула вольову перемогу[64]. Свій перший гол у складі «Чорноморця» забив Микола Мусолітін.

### Грудень2018
- 3 грудня 2018 р. Матч 17-го туру чемпіонату України «Чорноморець» програв у Києві місцевому «Динамо» з рахунком 0:2[65]. Обидви голи одеська команда пропустила після двох пенальті.
- 8 грудня 2018 р. Одеська команда зіграла останній офіційний матч 2018 року. У грі вісімнадцятого туру національної першості «моряки» вдома програли команді «Ворскла» (Полтава) з рахунком 0:1[66].

### Лютий2019
- 23 лютого 2019 р. Перша офіційна гра «Чорноморця» у 2019 році принесла першу перемогу на полі суперника в поточному чемпіонаті. Одеська команда виграла у Львові матч 19-го туру чемпіонату України в місцевої команди «Львів» з рахунком 1:0. Свій перший гол у складі «моряків» забив Віталій Гошкодеря[67].

### Березень2019
- 2 березня 2019 р. У грі двадцятого туру національної першості «моряки» вдома програли донецькому «Шахтарю» з рахунком 0:1[68].
- 9 березня 2019 р. Матч 21-го туру чемпіонату України «Чорноморець» провів в Маріуполі, де зіграв 0:0 з місцевим клубом[69].
- 16 березня 2019 р. У двадцять другому турі національної першості «моряки» вдома програли «Олександрії» з рахунком 0:3[70]. Таким чином «Чорноморець» закінчив перший етап чемпіонату України на 11-му місці, i гратиме другий етап першості серед команд які будуть вести боротьбу за 7-12 місця.

### Квітень2019
- 6 квітня 2019 р. «Чорноморець» невдало розпочав другий етап чемпіонату України, та програв вдома з рахунком 1:3 матч 23-го туру національної першості клубу «Арсенал-Київ»[71].
- 14 квітня 2019 р. У грі двадцять четвертого туру чемпіонату України «моряки» вдома зіграли внічию 1:1 проти команди «Олімпік» (Донецьк)[72]. Свій перший гол у складі «Чорноморця» забив Володимир Танчик[73].
- 23 квітня 2019 р. Матч 25-го туру національної першості «Чорноморець» грав у Львові, де зіграв внічию 0:0 з місцевими «Карпатами»[74].
- 27 квітня 2019 р. «Моряки» вдома з рахунком 1:2 поступився полтавському клубу «Ворскла» у грі двадцять шостого туру чемпіонату України[75]. Свій перший гол у складі «Чорноморця» забив Арні Вільг’яльмссон.

### Травень2019
- 5 травня 2019 р. Матч 27-го туру національної першості «Чорноморець» грав в Чернигові, де переміг місцеву «Десну» з рахунком 4:2[76]. Першим гольовим «дублем» у складі «моряків» відзначився Арні Вільг’яльмссон, який був визнан найкращим гравцем двадцять сьомого туру чемпіонату УПЛ[77]. Свій перший гол у складі «Чорноморця» забив Василь Павлов.
- 12 травня 2019 р.  У грі двадцять восьмого туру чемпіонату України «моряки» у Києві зіграли внічию 3:3 проти місцевого клубу «Арсенал-Київ»[78]. Свій перший гол у складі «Чорноморця» забив Дмитро Семенів.
- 18 травня 2019 р. Матч 29-го туру національної першості «Чорноморець» грав у Києві[57], де з рахунком 1:2 поступився донецькому клубу «Олімпік»[79].
- 21 травня 2019 р. У грі тридцятого туру чемпіонату України «моряки» вдома з рахунком 3:1 обіграли львівські «Карпати»[80]. Ангел Червенков був визнан найкращим тренером 30-го туру чемпіонату УПЛ[81].
- 25 травня 2019 р. Матч 31-го туру національної першості «Чорноморець» грав у Полтаві, де з рахунком 2:1 переміг місцеву «Ворсклу» та покинув зону вильоту[82]. Вперше у сезоні одеська команда виграла другу гру поспіль[83].
- 29 травня 2019 р. У грі тридцять другого туру чемпіонату України «моряки» вдома з рахунком 3:0 обіграли чернігівську «Десну». «Чорноморець» вперше у сезоні здобув перемогу з великим рахунком. У складі «моряків» відзначився Арні Вільг’яльмссон, який зробив свій другий гольовий «дубль» у поточному сезоні. Вигравши третю гру поспіль одеська команда уникнула прямого вильоту з прем'єр-ліги, і зіграє у перехідних матчах плей-офф проти команди «Колос» (Ковалівка)[84].

### Червень2019
- 4 червня 2019 р. B першому перехідному матчі плей-оф за місце в УПЛ «моряки» вдома зіграли внічию 0:0 проти команди «Колос» (Ковалівка)[85].
- 8 червня 2019 р. У відповідному матчі плей-оф за місце в УПЛ «Чорноморець» програв на виїзді клубу «Колос» (Ковалівка) з рахунком 0:2, i таким чином повинен грати у наступному сезоні у першій лізі українського чемпіонату[86].

## Чемпіонат України
Докладніше: Чемпіонат України з футболу 2018—2019: Прем'єр-ліга

### Матчі[87]

#### Перший етап
Перше коло
| 1 тур 23.07.2018 / понеділок | «Чорноморець» (Одеса)                                      | 2 : 1               | «Олімпік» (Донецьк)                                                  | Україна, Одеса                                                        |  |
| 19:00 EET (UTC+3) +28°С | Рижук 9' Смірнов 22' Леонов 55' Татарков 66' Ярмоленко 83' | протокол звіт відео | · Вакуленко 18' · Мелінишін 67' · Дегтярьов 70' · Балашов 84' (пен.) | Стадіон: «Чорноморець» Глядачі: 4 364 Суддя: Микола Кривоносов (Київ) |  |
| «Чорноморець»: Літовченко - Татарков 89' (Семенів ), Грачов, Чорній 90+4' (Штогрін ), Смірнов, Діденко , Савченко, Леонов 78' (Карноза ), Рижук, Ярмоленко, Трубочкін Залишилися в запасі: Безрук, Остапенко, Норенков, Хомутов Тренер: Ангел Червенков «Олімпік»: Кринський - Зубейко, Вакуленко, Ксьонз 75' (Г. Пасіч ), Немчанінов, Балашов, Мелінишин, Кольцов, Загорулько 56' (Дегтярьов ), Сондей 67' (Біленький ), Гришко Залишилися в запасі: Махновський, Морозенко, Трояновський, Є. Пасіч Тренер: Роман Санжар |                                                            |                     |                                                                      |                                                                       |  |

| 2 тур 29.07.2018 / неділя | «Карпати» (Львів)         | 1 : 0               | «Чорноморець» (Одеса)    | Україна, Львів                                                  |  |
| 17:00 EET (UTC+3) +26°С | Швед 16' Кучинський 90+4' | протокол звіт відео | Савченко 37' Бабенко 52' | Стадіон: «Україна» Глядачі: 2 850 Суддя: Денис Шурман (Вишневе) |  |
| «Карпати»: Кучинський - М'якушко, Мірошниченко, Федецький , Мегреміч, Лебеденко, Голодюк 54' (Ербес , 87' Бородай ), Вербний, Ді Франко 63' (Варгас ), Швед, Карраскаль Залишилися в запасі: Пеньков, Гуцуляк, Кльоц, Санчес Тренер: Олег Бойчишин «Чорноморець»: Літовченко - Романюк, Рижук, Грачов, Трубочкін, Смірнов, Савченко 46' (Бабенко ), Татарков 81' (Штогрін ), Леонов, Чорній 54' (Карноза ), Діденко Залишилися в запасі: Безрук, Ярмоленко, Остапенко, Норенков Тренер: Ангел Червенков |                           |                     |                          |                                                                 |  |

| 3 тур 04.08.2018 / субота | «Зоря» (Луганськ)       | 1 : 1               | «Чорноморець» (Одеса)   | Україна, Запоріжжя                                                                 |  |
| 19:30 EET (UTC+3) +28°С | Рафаель 22' Чеберко 88' | протокол звіт відео | Грачов 52' Савченко 59' | Стадіон: «Славутич-Арена» Глядачі: 3 961 Суддя: Віктор Копієвський (Кропивницький) |  |
| «Зоря»: Махарадзе - Арвеладзе 54' (Харатін ), Чеберко, Сілас, Рафаель 80' (Леднєв ), Караваєв, Вернидуб, Хомченовський 63' (Кабаєв ), Каменюка , Гордієнко, Сваток Залишилися в запасі: Чуваєв, Прийма, Кочергін, Тимчик Тренер: Юрій Вернидуб «Чорноморець»: Літовченко - Романюк, Татарков 87' (Леонов ), Штогрін, Бабенко, Грачов, Чорній , Смірнов, Савченко 90' (Карноза ), Рижук, Трубочкін 84' (Ярмоленко ) Залишилися в запасі: Безрук, Остапенко, Норенков, Семенів Тренер: Ангел Червенков |                         |                     |                         |                                                                                    |  |

| 4 тур 12.08.2018 / неділя | «Чорноморець» (Одеса) | 1 : 0               | «Десна» (Чернігів) | Україна, Одеса                                                                 |  |
| 19:30 EET (UTC+3) +27°С | Смірнов 72'           | протокол звіт відео |                    | Стадіон: «Чорноморець» Глядачі: 5 410 Суддя: Олександр Омельченко (Слов'янськ) |  |
| «Чорноморець»: Літовченко - Трубочкин, Грачов, Рижук, Романюк, Смірнов, Савченко 85' (Мусолітін ), Чорній, Бабенко, Татарков 90+1' (Леонов ), Діденко 74' (Штогрін ) Залишилися в запасі: Безрук, Ярмоленко, Остапенко, Карноза Тренер: Ангел Червенков «Десна»: Паст - Д. Фаворов , Гітченко, Братков, Мостовий, Огіря, Кісіль 68' (Старенький ), Люлька 54' (Банасевіч ), Хльобас, А. Фаворов 82' (Коберідзе ), Філіппов Залишилися в запасі: Литовка, Головко, Безбородько, Волков Тренер: Олександр Рябоконь |                       |                     |                    |                                                                                |  |

| 5 тур 17.08.2018 / п'ятниця | «Арсенал-Київ»                                                                                            | 1 : 1               | «Чорноморець» (Одеса)                             | Україна, Київ                                                                   |  |
| 19:00 EET (UTC+3) +27°С | Майданевич 26' Дубинчак 27' Кертіс 56' Майданевич 73' Оріховський 85' Домбровський 90' Домбровський 90+1' | протокол звіт відео | Літовченко 26' Чорній 33' Бабенко 35' Романюк 61' | Стадіон: «Динамо» ім. В. Лобановського Глядачі: 987 Суддя: Ігор Пасхал (Херсон) |  |
| «Арсенал-Київ»: Сітало - Майданевич, Домбровський, Оріховський, Бушман , Піріс, Дубинчак, Карась, Кертіс 60' (Грінь ), Лола, Алєксєєв 90+3' (Доронін ) Залишилися в запасі: Іванов, Даценко, Євтоскі, Семенюк, Насонов Тренер: Фабріціо Раванеллі «Чорноморець»: Літовченко - Трубочкін, Рижук, Савченко 87' (Леонов ), Діденко 65' (Штогрін ), Смірнов, Чорній 78' (Мусолітін ), Грачов, Бабенко, Татарков, Романюк Залишилися в запасі: Безрук, Ярмоленко, Остапенко, Карноза Тренер: Ангел Червенков | |                     |                                                   |                                                                                 |  |

| 6 тур 25.08.2018 / субота | «Чорноморець» (Одеса)                                 | 1 : 1               | «Динамо» (Київ) | Україна, Одеса                                                         |  |
| 19:30 EET (UTC+3) +27°С | Бабенко 75' Грачов 84' Літовченко 90+3' Смірнов 90+3' | протокол звіт відео | Русин 59'       | Стадіон: «Чорноморець» Глядачі: 13 272 Суддя: Анатолій Абдула (Харків) |  |
| «Чорноморець»: Літовченко - Трубочкін, Рижук, Смирнов, Грачов, Леонов 80' (Мусолітін ), Савченко 74' (Карноза ), Бабенко, Романюк, Діденко 71' (Коваль ), Чорній Залишилися в запасі: Безрук, Ярмоленко, Остапенко, Татарков Тренер: Ангел Червенков «Динамо»: Бойко - Морозюк, Миколенко 46' (Вербич ), Бурда, Шабанов, Шепелєв, Циганков 64' (Буено ), Сідклей, Че Че, Андрієвський, Русин 82' (Супряга ) Залишилися в запасі: Бущан, Сидорчук, Шапаренко, Кадар Тренер: Олександр Хацкевич |                                                       |                     |                 |                                                                        |  |

| 7 тур 31.08.2018 / п'ятниця | «Ворскла» (Полтава)                                                                                    | 2 : 1               | «Чорноморець» (Одеса)                           | Україна, Полтава                                                                        |  |
| 19:00 EET (UTC+3) +30°С | · Скляр 3' · Кулач 24' (пен.) · Кулач 49' · Карека 73' · Шарпар 85' · Рижук 87' (авт.) · Габелок 90+3' | протокол звіт відео | Смірнов 54' Трубочкін 59' Чорній 63' Грачов 89' | Стадіон: «Ворскла» ім. О. Бутовського Глядачі: 3 315 Суддя: Костянтин Труханов (Харків) |  |
| «Ворскла»: Шуст - Пердута, Даллку, Чижов, Артур, Кобахідзе, Шарпар, Скляр 74' (Габелок ), Ребенок, Кулач 90+3' (Сергійчук ), Коломоєць 68' (Карека ) Залишилися в запасі: Ткаченко, Гіоргадзе, Кадимян, Саків Тренер: Василь Сачко «Чорноморець»: Літовченко - Романюк, Рижук, Грачов, Трубочкін, Смірнов, Чорній, Савченко, Мусолітін 59' (Татарков ), Леонов 46' (Карноза ), Діденко 81' (Коваль ) Залишилися в запасі: Безрук, Ярмоленко, Остапенко Тренер: Ангел Червенков | |                     |                                                 |                                                                                         |  |

| 8 тур 16.09.2018 / неділя | «Чорноморець» (Одеса)                            | 0 : 1               | «Львів»                                    | Україна, Одеса                                                           |  |
| 19:30 EET (UTC+3) +18°С | Леонов 32' Чорній 80' Татарков 81' Романюк 90+3' | протокол звіт відео | Бруно 43' Бруно 84' Каленчук 87' Білий 90' | Стадіон: «Чорноморець» Глядачі: 6 421 Суддя: Володимир Новохатній (Київ) |  |
| «Чорноморець»: Літовченко - Трубочкін, Рижук 56' (Мусолітін ), Леонов 66' (Татарков ), Савченко, Смірнов, Чорній, Бабенко, Коваль 76' (Карноза ), Остапенко, Романюк Залишилися в запасі: Безрук, Норенков, Хомутов, Штогрін Тренер: Ангел Червенков ФК «Львів»: Бандура - Тейлор, Адамюк, Каленчук, Бруно 90+2' (Жуліо Сезар ), Білий, Аугусто 90+1' (Западня ), Ліма, Воронін 34' (Путраш ), Голіков, Сабіно Залишилися в запасі: Сарнавський, Приймак, Мартан, Волошинович Тренер: Юрій Бакалов |                                                  |                     |                                            |                                                                          |  |

| 9 тур 23.09.2018 / неділя | «Шахтар» (Донецьк)                                              | 3 : 0               | «Чорноморець» (Одеса) | Україна, Харків                                                        |  |
| 17:00 EET (UTC+3) +12°С | Мораєс 9' Майкон 16' Мораєс 57' Трубочкін 59' (авт.) Тайсон 82' | протокол звіт відео | Рижук 6' Бабенко 72'  | Стадіон: ОСК «Металіст» Глядачі: 6 081 Суддя: Євген Арановський (Київ) |  |
| «Шахтар»: О.Шевченко - Бутко (Данченко 83'), Кривцов, Матвієнко, Ісмаїлі, Степаненко (Кайоде 71'), Майкон, Марлос, Тайсон , Фернандо (Патрік 78'), Мораєс Залишилися в запасі: Пятов, Хочолава, Коваленко, Болбат Тренер: Паулу Фонсека «Чорноморець»: Літовченко - Романюк, Рижук, Грачов, Трубочкін, Савченко, Бабенко, Леонов (Татарков 83'), Мусолітін, Чорній (Норенков 72'), Коваль (Штогрін 63') Залишилися в запасі: Безрук, Смірнов, Остапенко, Карноза Тренер: Ангел Червенков |                                                                 |                     |                       |                                                                        |  |

| 10 тур 30.09.2018 / неділя | «Чорноморець» (Одеса)                  | 0 : 1               | «Маріуполь»                                   | Україна, Одеса                                                        |  |
| 17:00 EET (UTC+3) +16°С | Мусолітін 49' Савченко 50' Смірнов 74' | протокол звіт відео | Дава 12' Мишньов 14' Вакула 69' Ігнатенко 85' | Стадіон: «Чорноморець» Глядачі: 4 850 Суддя: Віталій Романов (Дніпро) |  |
| «Чорноморець»: Літовченко - Трубочкін, Рижук, Мусолітін (Мутцерс 62'), Савченко (Штогрін 76'), Смірнов, Чорній (Карноза 86'), Грачов, Бабенко, Коваль, Остапенко Залишилися в запасі: Безрук, Міщенко, Норенков, Леонов Тренер: Ангел Червенков «Маріуполь»: Гальчук, Дава (Чоботенко 35'), Борячук, Мишньов (Ігнатенко 77'), Яворський , Зубков (Чурко 67'), Демірі, Федорчук, Кірюханцев, Пихальонок, Вакула Залишилися в запасі: Гриценко, Білий, Тищенко, Полегенько Тренер: Олександр Бабич |                                        |                     |                                               |                                                                       |  |

| 11 тур 06.10.2018 / субота | «Олександрія»                                                                        | 3 : 2               | «Чорноморець» (Одеса)                                                    | Україна, Олександрія                                           |  |
| 17:00 EET (UTC+2) +16°С | Банада 24' Пашаєв 41' Ковалець 44' Бондаренко 47' Шастал 56' Банада 70' Ковалець 77' | протокол звіт відео | Грачов 18' Савченко 28' Леонов 51' Грачов 54' Мусолітін 55' Татарков 80' | Стадіон: КСК «Ніка» Глядачі: 1 501 Суддя: Ігор Пасхал (Херсон) |  |
| «Олександрія»: Паньків - Бондаренко, Ковалець, Протасов (Шастал 30'), Довгий, Цуріков, Сітало, Пашаєв, Шендрик, Банада (Гречишкін 72'), Задерака (Пономар 46') Залишилися в запасі: Леванідов, Микицей, Полярус, Запорожан Тренер: Володимир Шаран «Чорноморець»: Літовченко - Трубочкін, Рижук, Леонов (Мутцерс 78'), Мусолітін, Савченко (Міщенко 46'), Чорній, Грачов, Бабенко, Коваль (Татарков 43'), Остапенко Залишилися в запасі: Безрук, Хамелюк, Норенков, Карноза Тренер: Ангел Червенков |                                                                                      |                     |                                                                          |                                                                |  |

Друге коло
| 12 тур 21.10.2018 / неділя | «Олімпік» (Донецьк)                                             | 1 : 0               | «Чорноморець» (Одеса)    | Україна, Київ                                                                        |  |
| 17:00 EET (UTC+3) +12°С | Балашов 6' Ксьонз 39' Снурніцин 51' Дегтярьов 70' Кравчук 90+3' | протокол звіт відео | Чорній 20' Трубочкін 49' | Стадіон: «Динамо» ім. В. Лобановського Глядачі: 800 Суддя: Юрій Можаровський (Львів) |  |
| «Олімпік»: Махновський - Кравченко , Політило (Кравчук 84'), Гай, Білоног (Є. Пасіч 63'), Балашов, Тейшейра (Кольцов 46'), Снурніцин, Дегтярьов, Ксьонз, Зубейко Залишилися в запасі: Кринський, Сондей, Цимбалюк, Г. Пасіч Тренер: В'ячеслав Шевчук «Чорноморець»: Літовченко - Трубочкін (Штогрін 88'), Рижук, Мусолітін, Смірнов (Карноза 76'), Чорній, Грачов, Бабенко, Коваль, Татарков, Міщенко Залишилися в запасі: Безрук, Савченко, Норенков, Остапенко, Семенів Тренер: Ангел Червенков |                                                                 |                     |                          |                                                                                      |  |

| 13 тур 28.10.2018 / неділя | «Чорноморець» (Одеса)               | 0 : 5               | «Карпати» (Львів)                                                                                 | Україна, Одеса                                                         |  |
| 14:00 EET (UTC+3) +21°С | Грачов 2' Трубочкін 47' Штогрін 88' | протокол звіт відео | Швед 2' (пен.) Мегреміч 21' Понде 28' Понде 48' Мякушко 78' Кльоц 81' Мякушко 90+5' Гуцуляк 90+6' | Стадіон: «Чорноморець» Глядачі: 4 860 Суддя: Дмитро Кривушкін (Харків) |  |
| «Чорноморець»: Літовченко - Рижук, Грачов, Остапенко, Трубочкін, Смірнов (Мутцерс 85'), Бабенко, Татарков (Штогрін 76'), Мусолітін, Чорній (Карноза 59'), Коваль Залишилися в запасі: Кожухар, Савченко, Норенков, Хамелюк Тренер: Ангел Червенков «Карпати»: Шевченко - Лебеденко, Мегреміч, Бородай, Мірошниченко , Кльоц, Ербес, Карраскаль (Вербний 73'), Понде (Мякушко 64'), Швед (Мендес 82'), Гуцуляк Залишилися в запасі: Кучинський, Санчес, Ковтун, Толочко Тренер: Жозе Морайш |                                     |                     |                                                                                                   |                                                                        |  |

| 14 тур 04.11.2018 / неділя | «Чорноморець» (Одеса) | 0 : 3               | «Зоря» (Луганськ)                     | Україна, Одеса                                                      |  |
| 19:30 EET (UTC+3) +15°С | Остапенко 25'         | протокол звіт відео | Тимчик 27' Майборода 66' Караваєв 72' | Стадіон: «Чорноморець» Глядачі: 360 Суддя: Ярослав Козик (Мукачеве) |  |
| «Чорноморець»: Літовченко - Романюк, Міщенко, Остапенко, Трубочкін, Смірнов, Чорній (Семенів 84'), Мусолітін (Діденко 74'), Бабенко, Татарков (Мутцерс 65'), Коваль Залишилися в запасі: Безрук, Норенков, Савченко, Карноза Тренер: Ангел Червенков «Зоря»: Феліпе - Тимчик, Сваток, В.Вернидуб, Михайличенко, Харатін, Сілас (Кочергін 80'), Караваєв , Гордієнко (Лєднєв 68'), Громов, Майборода (Кабаєв 76') Залишилися в запасі: Махарадзе, Литвин, Леонардо, Чеберко Тренер: Юрій Вернидуб |                       |                     |                                       |                                                                     |  |

| 15 тур 10.11.2018 / субота | «Десна» (Чернігів)                            | 2 : 0               | «Чорноморець» (Одеса) | Україна, Чернігів                                                                |  |
| 17:00 EET (UTC+3) +2°С | Д. Фаворов 15' Безбородько 55' А. Фаворов 63' | протокол звіт відео | Рижук 28' Рижук 42'   | Стадіон: ім. Ю. Гагаріна Глядачі: 2 618 Суддя: Олександр Омельченко (Слов’янськ) |  |
| «Десна»: Паст - Братков, Огіря, Хльобас (Філіппов 75'), Картушов, A. Фаворов, Безбородько (Старенький 90+2'), Імереков, Слінкін, Д. Фаворов , Волков (Банасевіч 81') Залишилися в запасі: Литовка, Єрмаков, Люлька, Ковпак Тренер: Олександр Рябоконь «Чорноморець»: Кожухар - Трубочкін, Рижук, Савченко, Чорній , Грачов (Остапенко 58'), Бабенко, Коваль (Мусолітін 87'), Міщенко, Мутцерс (Норенков 45'), Семенів Залишилися в запасі: Безрук, Карноза, Діденко, Татарков Тренер: Ангел Червенков |                                               |                     |                       |                                                                                  |  |

| 16 тур 25.11.2018 / неділя | «Чорноморець» (Одеса)                            | 2 : 1               | «Арсенал-Київ»                       | Україна, Одеса                                                         |  |
| 17:00 EET (UTC+3) +6°С | Коваль 36' Савченко 49' Мусолітін 67' Коваль 69' | протокол звіт відео | Дубінчак 16' Семенюк 62' Баланюк 77' | Стадіон: «Чорноморець» Глядачі: 2 750 Суддя: Юрій Можаровський (Львів) |  |
| «Чорноморець»: Літовченко - Трубочкін, Леонов (Мусолітін 65'), Савченко, Чорній, Грачов, Бабенко, Норенков, Коваль (Штогрін 90+2'), Міщенко, Семенів (Татарков 77') Залишилися в запасі: Кожухар, Остапенко, Хамелюк, Карноза Тренер: Ангел Червенков «Арсенал-Київ»: Сітало - Майданевич, Семенюк, Домбровський, Вакулко (Лола 46'), Оріховський (Баланюк 75'), Акакпо, Фещук, Сагуткін, Дубінчак, Зозуля (Насонов 52') Залишилися в запасі: Будюк, Ларін, Акулінін, Янаков Тренер: В'ячеслав Грозний |                                                  |                     |                                      |                                                                        |  |

| 17 тур 03.12.2018 / понеділок | «Динамо» (Київ)                                                                                     | 2 : 0               | «Чорноморець» (Одеса)                                        | Україна, Київ                                                             |  |
| 17:30 EET (UTC+3) -3°С | Циганков 21' (пен.) Бесєдін 61' (пен.) Бєсєдін 72' Сидорчук 79' Шабанов 81' Циганков 88' Вербіч 88' | протокол звіт відео | Норенков 52' Грачов 60' Семенів 71' Мусолітін 79' Коваль 82' | Стадіон: НСК «Олімпійський» Глядачі: 3 870 Суддя: Юрій Іванов (Маріуполь) |  |
| «Динамо»: Бойко - Кендзьора, Бурда, Шабанов, Миколенко, Че Че (Сидорчук 61'), Шепелєв, Циганков , Шапаренко (Дуелунд 80'), Сідклей (Бєсєдін 46'), Вербіч Залишилися в запасі: Бущан, Морозюк, Андрієвський, Гармаш Тренер: Олександр Хацкевич «Чорноморець»: Кожухар - Норенков, Міщенко, Грачов, Рижук, Трубочкін (Татарков 80'), Семенів, Бабенко, Мусолітін (Хамелюк 90'), Чорній , Коваль Залишилися в запасі: Безрук, Остапенко, Леонов, Карноза, Штогрін Тренер: Ангел Червенков | |                     |                                                              |                                                                           |  |

| 18 тур 08.12.2018 / субота | «Чорноморець» (Одеса)        | 0 : 1               | «Ворскла» (Полтава)          | Україна, Одеса                                                           |  |
| 17:00 EET (UTC+3) +5°С | Остапенко 45+1' Коваль 90+2' | протокол звіт відео | Чижов 4' Чижов 28' Саків 40' | Стадіон: «Чорноморець» Глядачі: 3 250 Суддя: Володимир Новохатній (Київ) |  |
| «Чорноморець»: Літовченко - Рижук, Міщенко (Остапенко 14'), Грачов, Трубочкін (Штогрін 87'), Бабенко, Савченко, Норенков, Чорній (Мусолітін 46'), Семенів, Коваль Залишилися в запасі: Кожухар, Леонов, Карноза, Хамелюк Тренер: Ангел Червенков «Ворскла»: Шуст - Пердута, Чижов, Гіоргадзе, Саків, Чеснаков , Шарпар, Ребенок, Габелок (Мисик 90+3'), Артур (Кане 84'), Карека (Сергійчук 74') Залишилися в запасі: Ткаченко, Кулач, Одарюк, Коломоєць Тренер: Василь Сачко |                              |                     |                              |                                                                          |  |

| 19 тур 23.02.2019 / субота | «Львів»                                                  | 0 : 1               | «Чорноморець» (Одеса)                            | Україна, Львів                                                     |  |
| 17:00 EET (UTC+3) -6°С | Ліпе 56' Адамюк 57' Парамонов 59' Сабіно 65' Приймак 85' | протокол звіт відео | Голіков 17' Гошкодеря 32' Міщенко 59' Коваль 83' | Стадіон: «Україна» Глядачі: 700 Суддя: Володимир Новохатній (Київ) |  |
| «Львів»: Сарнавський - Насонов, Парамонов, Борзенко , Адамюк, Сабіно (Кадіна 68'), Приймак, Педро, Алваро (Янчак 73'), Ліпе, Кауе (Пернамбуко 60') Залишилися в запасі: Бандура, Фатєєв, Шина, Вісенте Тренер: Юрій Бакалов «Чорноморець»: Літовченко - Голіков, Грачов, Міщенко, Рижук, Морозенко (Мусолітін 85'), Бабенко, Чорній (Коваль 76'), Гошкодеря, Танчик, Аржанов (Павлов 90+1') Залишилися в запасі: Кожухар, Остапенко, Норенков, Семенів Тренер: Ангел Червенков |                                                          |                     |                                                  |                                                                    |  |

| 20 тур 02.03.2019 / субота | «Чорноморець» (Одеса)                | 0 : 1               | «Шахтар» (Донецьк)                         | Україна, Одеса                                                     |  |
| 17:00 EET (UTC+3) +2°С | Рижук 42' Літовченко 53' Аржанов 59' | протокол звіт відео | Кривцов 65' Марлос 76' (пен.) Марлос 90+2' | Стадіон: «Чорноморець» Глядачі: 10 125 Суддя: Ігор Пасхал (Херсон) |  |
| «Чорноморець»: Літовченко - Рижук, Голіков (Павлов 90+1'), Гошкодеря, Грачов, Міщенко, Мусолітін (Хамелюк 49'), Аржанов, Морозенко, Танчик, Чорній (Вільг’яльмссон 70') Залишилися в запасі: Кожухар, Остапенко, Норенков, Семенів Тренер: Ангел Червенков «Шахтар»: П'ятов - Болбат, Кривцов, Хочолава, Ісмаїлі, Степаненко, Коваленко (Малишев 85'), Марлос (Фернандо 90+2'), Патрік (Соломон 60'), Тайсон , Мораес Залишилися в запасі: Трубін, Матвієнко, Майкон, Кайоде Тренер: Паулу Фонсека |                                      |                     |                                            |                                                                    |  |

| 21 тур 09.03.2019 / субота | «Маріуполь»     | 0 : 0               | «Чорноморець» (Одеса)   | Україна, Маріуполь                                                    |  |
| 14:00 EET (UTC+3) +5°С | Ігнатенко 90+4' | протокол звіт відео | Міщенко 50' Голіков 90' | Стадіон: ім. В. Бойка Глядачі: 2 227 Суддя: Юрій Можаровський (Львів) |  |
| «Маріуполь»: Худжамов - Полегенько, Чоботенко, Яворський, Демірі, Ігнатенко, Піхальонок, Зубков (Тищенко 82'), Федорчук (Мішньов 65'), Вакула (Сікан 86'), Борячук Залишилися в запасі: Гальчук, Биков, Дава, Чурко Тренер: Олександр Бабич «Чорноморець»: Літовченко - Рижук, Грачов, Міщенко, Голіков, Гошкодеря, Бабенко, Морозенко, Чорній (Вільг’яльмссон 73'), Танчик (Мусолітін 90+3'), Аржанов (Павлов 90') Залишилися в запасі: Кожухар, Остапенко, Норенков, Коваль Тренер: Ангел Червенков |                 |                     |                         |                                                                       |  |

| 22 тур 16.03.2019 / субота | «Чорноморець» (Одеса)                                                         | 0 : 3               | «Олександрія»                                                           | Україна, Одеса                                                     |  |
| 14:00 EET (UTC+3) +11°С | · Аржанов 12' (пен.) · Аржанов 44' · Коваль 54' · Мусолітін 76' · Бабенко 81' | протокол звіт відео | Сітало 5' Бабогло 10' Лучкевич 11' Бабогло 32' Сітало 39' Гречишкін 86' | Стадіон: «Чорноморець» Глядачі: 4 285 Суддя: Микола Балакін (Київ) |  |
| «Чорноморець»: Літовченко - Рижук, Грачов, Міщенко, Норенков (Коваль 46'), Бабенко, Танчик, Морозенко (Мусолітін 66'), Гошкодеря, Чорній, Аржанов (Павлов 78') Залишилися в запасі: Кожухар, Остапенко, Трубочкін, Вільг’яльмссон Тренер: Ангел Червенков «Олександрія»: Паньків - Лучкевич (Микицей 46'), Бабогло, Шендрик, Цуріков, Гречишкін, Банада (Дедечко 78'), Задерака, Полярус (Пономар 70'), Протасов, Сітало Залишилися в запасі: Рудик, Довгий, Бухал, Запорожан Тренер: Володимир Шаран |                                                                               |                     |                                                                         |                                                                    |  |

#### Другий етап
(за 7-12 місто)
| 23 тур 06.04.2019 / субота | «Чорноморець» (Одеса)                                       | 1 : 3               | «Арсенал-Київ»                                                                                     | Україна, Одеса                                                       |  |
| 17:00 EET (UTC+3) +15°С | Морозенко 23' Павлов 32' Рижук 45+1' Чорній 62' Бабенко 87' | протокол звіт відео | Міссі 5' Вакуленко 26' (пен.) Оріховський 37' Авагімян 47' Танковський 54' Кадимян 76' Жичиков 87' | Стадіон: «Чорноморець» Глядачі: 4 251 Суддя: Юрій Іванов (Маріуполь) |  |
| «Чорноморець»: Літовченко - Рижук, Гошкодеря, Грачов, Міщенко, Морозенко, Бабенко, Норенков, Танчик, Павлов (Чорній 46'), Вільг’яльмссон (Семенів 72') Залишилися в запасі: Кожухар, Хамелюк, Остапенко, Аржанов, Трубочкін Тренер: Ангел Червенков «Арсенал-Київ»: Підківка - Жичиков, Сагуткін, Дубінчак, Домбровський, Оріховський, Авагімян (Кадимян 56'), Танковський, Вакуленко , Мудрик (Ліпартія 63'), Міссі (Ковпак 79') Залишилися в запасі: Іванов, Янаков, Козак, Башлай Тренер: Ігор Леонов |                                                             |                     | |                                                                      |  |

| 24 тур 14.04.2019 / неділя | «Чорноморець» (Одеса)        | 1 : 1               | «Олімпік» (Донецьк) | Україна, Одеса                                                        |  |
| 17:00 EET (UTC+3) +8°С | Вільг’яльмссон 3' Танчик 62' | протокол звіт відео | Дегтярьов 40'       | Стадіон: «Чорноморець» Глядачі: 2 850 Суддя: Євген Арановський (Київ) |  |
| «Чорноморець»: Кожухар - Трубочкін, Рижук, Грачов, Мусолітін, Аржанов , Бабенко, Норенков, Танчик, Чорній (Павлов 77'), Вільг’яльмссон Залишилися в запасі: Літовченко, Морозенко, Велєв, Остапенко, Семенів, Хамелюк Тренер: Ангел Червенков «Олімпік»: Кринський - Гришко , Снурніцин, Гай, Політило (Кольцов 57), Кравчук, Пасіч Е., Вантух (Цимбалюк 69'), Ксьонз, Діейе (Валєєв 79'), Дегтярьов Залишилися в запасі: Лтайф Дані Джуніор, Сондей, Тейшейра, Клименчук Тренер: В'ячеслав Шевчук |                              |                     |                     |                                                                       |  |

| 25 тур 23.04.2019 / вівторок | «Карпати» (Львів)          | 0 : 0               | «Чорноморець» (Одеса)               | Україна, Львів                                                 |  |
| 18:00 EET (UTC+3) +12°С | Мендес 89' Ді Франко 90+1' | протокол звіт відео | Танчик 39' Грачов 43' Морозенко 57' | Стадіон: «Україна» Глядачі: 1 663 Суддя: Микола Балакін (Київ) |  |
| «Карпати»: Кучинський - Сандохадзе, Нестеров , Онгль, Слива (Гуцуляк 51'), Ковтун, Ді Франко, Мякушко, Кльоц (Дебелко 85'), Швед, Понде (Мендес 61') Залишилися в запасі: Пеньков, Лях, Папа, Бусько Тренер: Фабрісіано Гонсалес «Чорноморець»: Кожухар - Трубочкін, Рижук, Грачов, Мусолітін, Аржанов (Хамелюк 62'), Морозенко (Коваль 60'), Бабенко, Норенков, Танчик, Вільг’яльмссон (Чорній 90+2') Залишилися в запасі: Літовченко, Остапенко, Семенів, Павлов Тренер: Ангел Червенков |                            |                     |                                     |                                                                |  |

| 26 тур 27.04.2019 / субота | «Чорноморець» (Одеса)                                | 1 : 2               | «Ворскла» (Полтава)                               | Україна, Одеса                                                           |  |
| 14:00 EET (UTC+3) +18°С | · Вільг’яльмссон 2' · Грачов 39' · Коваль 58' (пен.) | протокол звіт відео | Сапай 35' Кане 44' Васін 84' (пен.) Габелок 90+1' | Стадіон: «Чорноморець» Глядачі: 3 200 Суддя: Костянтин Труханов (Харків) |  |
| «Чорноморець»: Кожухар - Трубочкін, Рижук , Грачов, Норенков, Мусолітін, Бабенко, Танчик, Морозенко, Вільг’яльмссон (Павлов 77'), Коваль (Чорній 76') Залишилися в запасі: Літовченко, Велєв, Остапенко, Семенів, Хамелюк Тренер: Ангел Червенков «Ворскла»: Ткаченко - Сапай, Мартиненко, Чеснаков , Кане, Шарпар, Петрович (Скляр 80'), Васін, Габелок, Ребенок (Артур 88'), Коломоєць (Гіоргадзе 86') Залишилися в запасі: Шуст, Карека, Кобахідзе, Даллку Тренер: Віталій Косовський (в.о.) |                                                      |                     |                                                   |                                                                          |  |

| 27 тур 05.05.2019 / неділя | «Десна» (Чернігів)                                                                  | 2 : 4               | «Чорноморець» (Одеса)                                                                                        | Україна, Чернігів                                                   |  |
| 17:00 EET (UTC+3) +22°С | А. Фаворов 13' Немчанінов 18' Богданов 19' Гітченко 22' А. Фаворов 46' Картушов 56' | протокол звіт відео | Вільг’яльмссон 18' Коваль 36' Бабенко 43' Рижук 79' Вільг’яльмссон 86' Павлов 88' Павлов 90' Мусолітін 90+4' | Стадіон: ім. Юрія Гагаріна Глядачі: 3 074 Суддя: Іван Бондар (Київ) |  |
| «Десна»: Літовка - Хльобас (Філіппов 73'), Картушов, Гітченко, А. Фаворов, Безбородько (Парцванія 84'), Люлька (Сергійчук 76'), Нємчанінов, Імереков, Д. Фаворов , Богданов Залишилися в запасі: Паст, Мостовий, Старенький, Волков Тренер: Олександр Рябоконь «Чорноморець»: Кожухар - Трубочкін (Павлов 78'), Рижук , Мусолітін, Морозенко (Хамелюк 57'), Грачов, Бабенко, Норенков, Коваль (Семенів 64'), Танчик, Вільг’яльмссон Залишилися в запасі: Літовченко, Чорній, Велєв, Остапенко Тренер: Ангел Червенков |                                                                                     |                     | |                                                                     |  |

| 28 тур 12.05.2019 / неділя | «Арсенал-Київ»                                                                                     | 3 : 3               | «Чорноморець» (Одеса)                                                                         | Україна, Київ                                                                                 |  |
| 14:00 EET (UTC+3) +18°С | Оріховський 9' Дубінчак 18' Вакуленко 57' (пен.) Вакуленко 77' Ліпартія 83' Жичиков 87' Ковпак 88' | протокол звіт відео | Вільг’яльмссон 10' (пен.) Коваль 18' Аржанов 24' Аржанов 45' Семенів 62' Бабенко 90+1' (пен.) | Стадіон: «Динамо» ім. В. Лобановського Глядачі: 500 Суддя: Віктор Копієвський (Кропивницький) |  |
| «Арсенал-Київ»: Підківка - Жичиков, Дубінчак, Домбровський, Оріховський (Мудрик 64'), Башлай, Калітвінцев, Авагімян (Ліпартія 46'), Танковський, Вакуленко , Мезу (Ковпак 46') Залишилися в запасі: Іванов, Сагуткін, Кадимян, Козак Тренер: Ігор Леонов «Чорноморець»: Кожухар - Трубочкін, Гошкодеря (Остапенко 71'), Грачов, Мусолітін, Аржанов , Бабенко, Норенков, Танчик, Коваль (Семенів 60'), Вільг’яльмссон (Павлов 82') Залишилися в запасі: Літовченко, Чорній, Велєв, Морозенко Тренер: Ангел Червенков | |                     |                                                                                               |                                                                                               |  |

| 29 тур 18.05.2019 / субота | «Олімпік» (Донецьк)  | 2 : 1               | «Чорноморець» (Одеса)                             | Україна, Київ                                                                   |  |
| 19:30 EET (UTC+3) +25°С | Матар 17' Вантух 49' | протокол звіт відео | Павлов 47' Норенков 81' Коваль 90' Норенков 90+3' | Стадіон: «Динамо» ім. В. Лобановського Глядачі: 319 Суддя: Ігор Пасхал (Херсон) |  |
| «Олімпік»: Кринський - Клименчук, Цимбалюк, Гришко , Ксьонз, Політило (Валєєв 87'), Гай, Вантух (Сондей 78'), Тейшейра, Г. Пасіч, Матар (Дегтярьов 80') Залишилися в запасі: Махновський, Кольцов, Тимошенко Тренер: Ігор Климовський (в.о.) «Чорноморець»: Кожухар - Голіков, Гошкодеря, Грачов (Хамелюк 67'), Норенков, Бабенко, Рижук , Танчик, Морозенко (Павлов 46'), Вільг’яльмссон (Семенів 71'), Коваль Залишилися в запасі: Літовченко, Чорній, Трубочкін, Остапенко Тренер: Ангел Червенков |                      |                     |                                                   |                                                                                 |  |

| 30 тур 21.05.2019 / вівторок | «Чорноморець» (Одеса)                             | 3 : 1               | «Карпати» (Львів)            | Україна, Одеса                                                        |  |
| 17:00 EET (UTC+3) +22°С | Вільг’яльмссон 9' Павлов 75' Павлов 79' Рижук 83' | протокол звіт відео | Ковтун 3' Мякушко 74' (пен.) | Стадіон: «Чорноморець» Глядачі: 3 982 Суддя: Віталій Романов (Дніпро) |  |
| «Чорноморець»: Літовченко - Трубочкін, Рижук, Гошкодеря, Голіков, Бабенко, Хамелюк, Танчик, Вільг’яльмссон (Семенів 87'), Аржанов (Чорній 89'), Коваль (Павлов 71') Залишилися в запасі: Кожухар, Велєв, Остапенко, Морозенко Тренер: Ангел Червенков «Карпати»: Кучинський - Бусько, Ковтун, Мегреміч, Мірошниченко, Кльоц, Ді Франко (Толочко 86'), Мендес (Гуцуляк 49'), Мякушко, Онгла, Дебелко Залишилися в запасі: Пеньков, Слива, Лях, Нестеров, Федецький Тренер: Фабрісіано Гонсалес |                                                   |                     |                              |                                                                       |  |

| 31 тур 25.05.2019 / субота | «Ворскла» (Полтава)                     | 1 : 2               | «Чорноморець» (Одеса)                                     | Україна, Полтава                                                                   |  |
| 17:00 EET (UTC+3) +26°С | Чеснаков 28' Коломоєць 54' Чеснаков 68' | протокол звіт відео | Коваль 26' Рижук 30' Танчик 62' Трубочкін 81' Бабенко 84' | Стадіон: «Ворскла» ім. О. Бутовського Глядачі: 1 050 Суддя: Сергій Бойко (Іванків) |  |
| «Ворскла»: Ткаченко - Пердута, Скляр, Габелок (Кобахідзе 90'), Карека (Коломоєць 46'), Чеснаков , Сапай, Мартиненко, Васін, Ребенок (Артур 46'), Петровіч Залишилися в запасі: Ісенко, Чижов, Саків, Даллку Тренер: Віталій Косовський (в.о.) «Чорноморець»: Літовченко - Рижук, Голіков, Аржанов, Гошкодеря, Бабенко, Хамелюк, Норенков (Трубочкін 71'), Коваль (Павлов 78'), Танчик, Вільг’яльмссон (Чорній 65') Залишилися в запасі: Кожухар, Остапенко, Семенів, Грачов Тренер: Ангел Червенков |                                         |                     |                                                           |                                                                                    |  |

| 32 тур 29.05.2019 / середа | «Чорноморець» (Одеса)                                                                              | 3 : 0               | «Десна» (Чернігів)                  | Україна, Одеса                                                     |  |
| 17:00 EET (UTC+3) +23°С | Рижук 28' Танчик 62' Вільг’яльмссон 73' (пен.) Остапенко 78' Вільг’яльмссон 83' Вільг’яльмссон 85' | протокол звіт відео | Фаворов 6' Огіря 19' Нємчанінов 72' | Стадіон: «Чорноморець» Глядачі: 4 285 Суддя: Микола Балакін (Київ) |  |
| «Чорноморець»: Літовченко - Рижук, Голіков, Аржанов, Гошкодеря (Остапенко 78'), Грачов, Хамелюк, Норенков, Коваль (Павлов 6'), Танчик (Чорній 79'), Вільг’яльмссон Залишилися в запасі: Кожухар, Граматік, Семенів, Велєв Тренер: Ангел Червенков «Десна»: Літовка - Огіря, Філіппов, Картушов, Гітченко, Безбородько (Хльобас 66'), Нємчанінов, Слінкін (Мочуляк 71'), Фаворов , Волков (Парцванія 78'), Богданов Залишилися в запасі: Татаренко, Вовк, Якимів, Старенький Тренер: Олександр Рябоконь | |                     |                                     |                                                                    |  |

#### Перехідні матчі
Докладніше: Перехідні матчі за право виступати в УПЛ 2019—2020
| 1-й матч 04.06.2019 / вівторок | «Чорноморець» (Одеса) | 0 : 0               | «Колос» (Ковалівка) | Україна, Одеса                                                        |  |
| 19:00 EET (UTC+2) +28°С | Норенков 67'          | протокол звіт відео | Кізілатеш 90+1'     | Стадіон: «Чорноморець» Глядачі: 5 435 Суддя: Анатолій Абдула (Харків) |  |
| «Чорноморець»: Літовченко - Норенков, Хамелюк, Рижук, Голіков, Бабенко, Гошкодеря, Танчик, Аржанов, Вільг’яльмссон (Чорній 70'), Павлов (Семенів 78') Залишилися в запасі: Варакута, Граматік, Остапенко, Велєв, Грачов Тренер: Ангел Червенков «Колос»: Яшков - Сахневич, Гавриш, Максименко, Мілько, Мігунов, Задоя, Ільїн, Банасевіч (Морозко 50'), Нехтій (Бондаренко 83'), Лисенко (Кізілатеш 68') Залишилися в запасі: Сітало, Зозуля, Тєрєхов, Рябов Тренер: Руслан Костишин |                       |                     |                     |                                                                       |  |

| 2-й матч 08.06.2019 / субота | «Колос» (Ковалівка)                                                                                                 | 2 : 0               | «Чорноморець» (Одеса)    | Україна, Ковалівка                                              |  |
| 17:00 EET (UTC+2) +27°С | · Лисенко 18' · Гавриш 57' (пен.) · Гавриш 63' (пен.) · Сахневич 67' · Мігунов 90+3' · Яшков 90+4' · Костишин 90+4' | протокол звіт відео | Аржанов 62' Норенков 62' | Стадіон: «Колос» Глядачі: 2 500 Суддя: Віталій Романов (Дніпро) |  |
| «Колос»: Яшков - Сахневич, Максименко, Чорноморець, Гавриш , Мілько, Кізілатеш (Нехтій 53'), Ільїн, Задоя, Лисенко (Костишин 86'), Морозко (Мігунов 63') Залишилися в запасі: Сітало, Тєрєхов, Рябов, Бондаренко Тренер: Руслан Костишин «Чорноморець»: Літовченко - Рижук, Голіков, Гошкодеря, Аржанов, Бабенко, Хамелюк, Норенков, Танчик, Павлов (Семенів 46'), Вільг’яльмссон (Чорній 63' Грачов 86') Залишилися в запасі: Кожухар, Граматік, Остапенко, Велєв Тренер: Ангел Червенков | |                     |                          |                                                                 |  |

### Загальна статистика[4]
| Загалом | Загалом | Загалом | Загалом | Загалом | Загалом | Загалом | Загалом | Вдома | Вдома | Вдома | Вдома | Вдома | Вдома | На виїзді | На виїзді | На виїзді | На виїзді | На виїзді | На виїзді |
| І       | В       | Н       | П       | ГЗ      | ГП      | РГ      | О       | В     | Н     | П     | ГЗ    | ГП    | РГ    | В         | Н         | П         | ГЗ        | ГП        | РГ        |
| ------- | ------- | ------- | ------- | ------- | ------- | ------- | ------- | ----- | ----- | ----- | ----- | ----- | ----- | --------- | --------- | --------- | --------- | --------- | --------- |
| 32      | 8       | 7       | 17      | 31      | 49      | −18     | 31      | 5     | 2     | 9     | 15    | 25    | −10   | 3         | 5         | 8         | 16        | 24        | −8        |

### Результати по турах
| Тур       | 1 | 2 | 3 | 4 | 5 | 6 | 7 | 8 | 9  | 10 | 11 | 12 | 13 | 14 | 15 | 16 | 17 | 18 | 19 | 20 | 21 | 22 | 23 | 24 | 25 | 26 | 27 | 28 | 29 | 30 | 31 | 32 |
| --------- | - | - | - | - | - | - | - | - | -- | -- | -- | -- | -- | -- | -- | -- | -- | -- | -- | -- | -- | -- | -- | -- | -- | -- | -- | -- | -- | -- | -- | -- |
| Поле      | У | В | В | У | В | У | В | У | В  | У  | В  | В  | У  | У  | В  | У  | В  | У  | В  | У  | В  | У  | У  | У  | В  | У  | В  | В  | В  | У  | В  | У  |
| Результат | В | П | Н | В | Н | Н | П | П | П  | П  | П  | П  | П  | П  | П  | В  | П  | П  | В  | П  | Н  | П  | П  | Н  | Н  | П  | В  | Н  | П  | В  | В  | В  |
| Місце     | 4 | 6 | 5 | 4 | 4 | 4 | 5 | 8 | 11 | 11 | 11 | 11 | 11 | 11 | 11 | 11 | 11 | 11 | 11 | 11 | 11 | 11 | 11 | 12 | 12 | 12 | 12 | 12 | 12 | 12 | 11 | 11 |

Поле: У - Удома; В - На виїзді
Результат: B - Виграш; Н - Нічия; П - Поразка

## Кубок України
Докладніше: Кубок України з футболу 2018—2019

### Матчі[87]
| 1/16 фіналу 26.09.2018 / середа | «Чорноморець» (Одеса)                               | 3 : 0               | «Олександрія»            | Україна, Одеса                                                                 |  |
| 19:00 EET (UTC+3) +11°C | Чорній 43' (пен.) Смірнов 61' Коваль 74' Чорній 83' | протокол звіт відео | Вітенчук 45' Семенов 59' | Стадіон: «Чорноморець» Глядачі: 3 200 Суддя: Олександр Омельченко (Слов'янськ) |  |
| «Чорноморець»: Безрук - Трубочкін, Рижук, Смірнов, Грачов, Остапенко, Мусолітін, Савченко (Міщенко 87'), Карноза (Бабенко 68'), Діденко (Коваль 7'), Чорній Залишилися в запасі: Літовченко, Норенков, Леонов, Штогрін Тренер: Ангел Червенков «Олександрія»: Леванідов - Микицей, Довгий , Семенов, Бабогло, Бухал, Вітенчук (Гречишкін 46'), Куліш (Верхоланцев 68'), Устименко, Пономар, Гранчар (Ткачук 73') Залишилися в запасі: Злотар, Прокопчук, Дрышлюк, Шкіндер Тренер: Володимир Шаран |                                                     |                     |                          |                                                                                |  |

| 1/8 фіналу 31.10.2018 / середа | «Чорноморець» (Одеса)               | 1 : 2               | «Ворскла» (Полтава)                     | Україна, Одеса                                                                  |  |
| 17:00 EET (UTC+3) +15°C | Савченко 30' Карноза 62' Грачов 69' | протокол звіт відео | Саків 60' Карека 63' (пен.) Скляр 90+5' | Стадіон: «Чорноморець» Глядачі: 2 639 Суддя: Віктор Копієвський (Кропивницький) |  |
| «Чорноморець»: Безрук - Смірнов, Грачов, Мусолітін (Хомутов 82'), Савченко, Карноза, Норенков, Мутцерс (Татарков 46'), Романюк (Семенів 76'), Чорній , Штогрін Залишилися в запасі: Безрук, Остапенко, Норенков, Хомутов Тренер: Ангел Червенков «Ворскла»: Ткаченко - Гіоргадзе, Якубу, Мартиненко, Саків, Кане, Скляр , Габелок (Мазур 87'), Мисик, Одарюк (Сапай 56'), Карека (Сергійчук 71') Залишилися в запасі: Різник, Даллку, Білий, Козиренко Тренер: Василь Сачко |                                     |                     |                                         |                                                                                 |  |

## Статистика сезону

### Воротарі команди

#### «Сухі» матчі
| Воротар           | Чемпіонат України | Кубок України | Разом |
| ----------------- | ----------------- | ------------- | ----- |
| Сергій Літовченко | 5                 | -             | 5     |
| Дмитро Безрук     | -                 | 1             | 1     |
| Андрій Кожухар    | 1                 | -             | 1     |
| ВСЬОГО            | 6                 | 1             | 7     |

## Індивідуальні досягнення гравців
Арні Вільг’яльмссон увійшов до списку найкращих футболістів України 2018/19.